# Parallelkredit
Parallelkredite (englisch „parallel loans“) sind im Bankwesen Kredite, bei denen mindestens zwei rechtlich voneinander unabhängige  Kreditverträge mit einem Kreditnehmer für denselben Verwendungszweck geschlossen werden. 

## Allgemeines
Der Parallelkredit war bei der AKA Ausfuhrkredit ein Exportkredit, der seit 1952 gleichzeitig aus deren Plafond A und B kombiniert zur Verfügung gestellt wurde. Da im Juni 1996 der Plafond B (Diskontkredite) eingestellt wurde, gibt es bei der AKA keine Parallelkredite mehr. Der Metakredit wird in Deutschland von zwei Kreditinstituten gemeinsam in Form des Konsortialkredites (stilles Innenkonsortium) gewährt und ist im Regelfall kein Parallelkredit. Typische Fälle des Metakredits sind Gemeinschaftskredite zwischen Sparkassen und Landesbanken als Kreditgeber und mittelständischen Unternehmen als Kreditnehmer. Eine ähnliche Konstruktion findet sich auch im Genossenschaftsbanken-Sektor. 
Die Weltbank hatte mit Parallelkrediten im Jahre 1974 begonnen. Sie verbindet die Kreditverträge der Geschäftsbanken durch ein „Memorandum of Agreement“ (Vereinbarungsabkommen) mit der eigenen Kreditgewährung zum selben Projekt. Dabei ist rechtlich darauf zu achten, dass diese beiden Kreditverträge aufeinander abgestimmt werden, damit die Kreditverträge nicht miteinander kollidieren.

## Rechtsfragen
Parallelkredite entstanden wie bei einem Konsortium aus der Notwendigkeit, dass das gesamte Kreditrisiko für einen Kreditgeber zu groß erschien und sich deshalb zwei oder mehr Kreditgeber den gesamten Kredit aufgeteilt haben. Die Kreditgeber sind beim Parallelkredit rechtlich voneinander unabhängig und handeln nicht für gemeinsame Rechnung, bilden also kein Konsortium. Ein Innenverhältnis zwischen den Kreditgebern entsteht somit durch Parallelkredite nicht. 
Da mindestens zwei rechtlich voneinander unabhängige Kreditverträge dem gemeinsamen Schuldner für denselben Verwendungszweck vorliegen, stellt sich das Erfordernis einer koordinierten Kreditgewährung. Das kann insbesondere durch zwei Klauseln erreicht werden, nämlich die „Cross-reference-Klausel“ (Querverweisklausel) und die Cross-Default-Klausel. Die Cross-reference-Klausel ist eine Klausel, die auf den anderen Parallel-Kreditvertrag verweist und zum Ziel hat, die Kreditgewährung des Parallelkredits rechtlich zu koordinieren. Sie bringt zum Ausdruck, dass ein anderer Kreditvertrag besteht und bezieht sich ausdrücklich auf bestimmte Passagen in diesem Vertrag. Sie stellt klar, dass diese Vertragspassagen zur Auslegung des die Klausel enthaltenden Vertrags herangezogen werden müssen. Durch Verwendung in allen Kreditverträgen eines Parallelkredits ist die Vertragskoordinierung sichergestellt. Die Cross-Default-Klausel regelt wiederum die Möglichkeit der Kreditkündigung, wenn sich Kündigungsmöglichkeiten bei den anderen Kreditverträgen des Parallelkredits ergeben, selbst wenn es keine Kündigungsmöglichkeit im klauselverwendenden Vertrag gibt. Damit kann verhindert werden, dass der Schuldner die Tilgungsreihenfolge einseitig ändert.

## Back-to-back-Kredite
So genannte Back-to-back-Finanzierungen stellen eine grenzübergreifende Modifizierung und Weiterentwicklung des Parallelkredits dar. Hierbei beabsichtigt ein deutsches Unternehmen, seiner ausländischen Tochtergesellschaft Kredite zu gewähren, ist jedoch aufgrund der ausländischen Gesetzgebung (Devisenverkehrsbeschränkungen) etwa wegen Verbots der Gesellschafterdarlehen im Internationalen Privatrecht daran gehindert. Anstatt dessen schaltet das deutsche Unternehmen eine Bank ein und stellt dieser eine Geldanlage zur Verfügung, die von der Bank kongruent als Bankkredit an das ausländische Tochterunternehmen weitergeleitet wird. Multinationale Konzerne variieren den Back-to-back-Kredit durch verschiedene Währungen, deren Kursrisiken durch Währungsswaps abgesichert werden. Diese Währungsswaps waren ursprünglich aus Back-to-back-Krediten entstanden.